# Lluita antiurani a Osona
La lluita antiurani a Osona va ser un ampli moviment popular que s'oposà al projecte d'extreure urani entre el 1979 i el 1982. Format per ajuntaments, grups polítics i ecologistes, entitats i associacions de tota mena, el moviment va aconseguir aturar les investigacions.

## Antecedents
L'informe de la presència d'urani a les Guilleries, detectada en estudis de la JEN (Junta d'Energia Nuclear) els anys 60, dorm en un calaix durant una llarga dècada, però l'augment del preu de l'urani provoca que la carpeta torni damunt la taula a meitat dels anys setanta, i que es facin sondeigs a Osona i la Garrotxa a partir dels quals s'estima que hi ha 3.400 tones de mineral extraïble de possible rendibilitat. Finalment, el març de 1978, a proposta de la JEN, la Direcció General de Mines declara les Guilleries i el Collsacabra, juntament amb altres tres grans àrees de Catalunya, “zona de reserva per a la investigació i explotació de minerals radioactius”.
Malgrat l'oposició de la Diputació de Barcelona, tenint en compte el valor paisatgístic, agrícola i ramader de la zona que està pendent de declarar-se parc natural, es continuen les prospeccions i el novembre de 1978 la JEN confirma la descoberta d'un jaciment d'unes 5.000 tones de mineral d'urani que afecta els municipis de Folgueroles, Santa Eugènia, Sant Julià de Vilatorta, Seva, Taradell, Tavèrnoles, Tavertet i Vilanova de Sau. Es tracta del segon jaciment en importància darrere del de Calaf que no resulta rendible perquè el mineral està barrejat amb lignits d'un alt contingut de sofre.

## Neix el Comitè Antiurani d'Osona
Durant els darrers mesos de l'any 1978, la Coordinadora de Grups Ecologistes d'Osona, la Unió de Pagesos, el Sindicat de Ramaders d'Osona, la CNT, el PSAN i altres col·lectius manifesten la seva oposició a qualsevol explotació d'urani i denuncien els perills que comporta. Representants d'aquests col·lectius i d'altres persones que hi participen a títol individual creen el Comitè Antiurani d'Osona el dia9 de gener de 1979. En poc temps, la setantena de membres d'aquest comitè s'organitzen en diverses comissions de treball (documentació, campanya, alternatives, economia), i una comissió d'enllaç molt important que aplega persones de tots els pobles.
El greu accident de la central nuclear nord-americana de Harrisburg, que es produeix el 28 de març, col·labora a conscienciar sobre els perills de l'energia nuclear. La publicació al BOE del reial decret de 2 d'abril, en què es crea la zona de reserva de Santa Coloma, culmina la creació de quatre reserves més que afecten tota la comarca d'Osona. Cal moure's ràpidament per impedir abans que res les investigacions i els estudis geològics.

## El manifest
El primer acte informatiu del Comitè Antiurani a Manlleu té una espectacular acollida i reuneix més de 250 persones. Hi donen suport les associacions de veïns, els tres sindicats majoritaris (CCOO, UGT, CNT) i els partits polítics (CDC, ERC, PSC, PSUC). Durant tot el mes d'abril es creen molts comitès locals i els actes es van estenent per tota la comarca: Xerrades, exposicions, jornades…
En una assemblea amb més de 200 representants a Vic el 3 de maig, el Comitè aprova un manifest que permet recollir adhesions de moltes entitats i també de la majoria d'ajuntaments. Aquest manifest es llegeix davant de 700 persones en un festival popular a l'escola Sant Albert de Vic, on els Esquirols estrenen la cançó “Torna, torna Serrallonga” dedicada al moviment.

## Oposició massiva i contundent
La constitució, el dia 7 de juny, del consorci entre la JEN (40%), la multinacional nord-americana Chevron (40%) i la Promotora de Recursos Naturales (20%) esdevé el detonant que desencadena l'oposició massiva. D'aquesta etapa destaquen quatre moments clau:
Fets de Vilalleons: Quan, el dia 11 de juny, un equip d'investigadors de la Chevron comença a agafar mostres a Vilanova de Sau, els comitès i els sindicats de pagesos s'organitzen per vigilar camps i boscos. Finalment, el dia 14 de juny els descobreixen treballant a Vilalleons. El Comitè Antiurani hi fa arribar ràpidament un centenar de persones que els retenen i els confisquen totes les mostres. Fins i tot, sense que això es faci públic en cap mitjà de comunicació, els prenen els mapes de les zones amb tota la informació dels treballs, una documentació que resulta de vital importància per mantenir la vigilància del territori. L'equip tècnic ha de fugir amb la cua entre cames i amb una pintada enorme al vehicle: “URANI NO”

## Assemblea a l'Institut Jaume Callís
El dia 16 de juny unes 2.000 persones omplen a vessar la sala d'actes i el vestíbul de l'institut Jaume Callís de Vic. Es tracta d'una assemblea multitudinària convocada per catorze ajuntaments d'Osona per ampliar la informació sobre l'exploració i explotació de mines d'urani a la comarca. Durant l'acte, que compta amb la col·laboració del Comitè Antiurani d'Osona, i al qual assisteixen alcaldes i regidors de la majoria de municipis osonencs, hi intervenen dos físics nuclears (Joan Rodríguez i Pere Carbonell), un metge radiobiòleg (Eduard Rodríguez), un biòleg (Oriol Cabré), un tècnic en expropiació de terres (Manuel Canas), i la representant de la Coordinadora d'Ajuntaments de la comarca de la Selva (Neus Costa). L'ajuntament de Manlleu es responsabilitza de convocar tots els ajuntaments d'Osona a una reunió amb la finalitat de crear una coordinació efectiva. Finalment, es convoca una manifestació a la plaça del Mercadal de Vic el divendres següent.
El Governador Civil de Barcelona prohibeix la manifestació, al·legant que s'ha sol·licitat fora de termini i que el Comitè Antiurani d'Osona no és una entitat legalitzada. De res no serveix que l'Ajuntament de Vic es responsabilitzi de l'ordre públic i que tres partits polítics en responguin com a entitats legals. Finalment envia una companyia d'antiavalots per impedir-la.

## Manifestació a Vic
El dia 22 de juny abans de les 8 del vespre a la plaça Major de Vic ja s'hi han concentrat unes 3.000 persones i al final se n'hi arriben a aplegar unes 7.000. L'Ajuntament i el Comitè negocien amb la policia una concentració fins a les 9 del vespre, sense sortir de la plaça. Un membre del Comitè fa un parlament des del balcó de l'Ajuntament i demana que a les 9 es dissolgui la concentració. A 2/4 de 10 la policia antiavalots carrega amb pilotes de goma i porres contra els concentrats, que es dispersen. Quan a les 10 del vespre aixequen el setge entre xiulets que arriben de tot arreu, comença la manifestació sense cap més incident.

## Festival “Visca la terra” a l'Esquirol
Amb el títol de “Visca la terra”, el 14 de juliol se celebra a l'Esquirol un gran festival que congrega més de 6.000 persones. Hi actuen Quico Pi de la Serra, Ramon Muntaner, Rafael Subirachs, l'Orquestra Sèmola, Sisa, Maria del Mar Bonet, Pere Tàpias, Esquirols, Duble-Buble i Tribu. Amb aquest acte reivindicatiu i festiu culmina el procés de mobilització popular. En poc temps s'ha aconseguit una fita notable: activistes a títol individual, entitats civils i municipals, científics independents i intel·lectuals han treballat braç a braç per un importantíssim objectiu comú.

## Marxa enrere
Davant l'aparició d'algunes informacions que comencen a circular argumentant la pobresa del jaciment, el Comitè Antiurani pot presentar els mapes requisats a la Chevron amb anàlisis que demostren que és més ric que d'altres que es troben en fase d'explotació. El 27 de juliol la revista Interviú en publica un ampli reportatge. Durant aquest mateix mes es constitueix la Coordinadora d'Ajuntaments d'Osona contra l'explotació d'urani. Al cap de poc, es té constància que la Chevron atura les investigacions.
Lluny de plegar veles, el moviment segueix ben viu. Amb motiu d'un acte informatiu que es fa a Taradell el 9 de setembre de 1979, el poeta Pere Quart escriu el poema “Democràcia i urani”. L'any 1980 continua l'activitat amb cicles de conferències, publicacions diverses i jornades contra l'energia nuclear com la Diada internacional celebrada a Vic el maig de 1980, que aplega 6.000 persones en una de les manifestacions més importants.
Finalment, el febrer de 1981, es dissol el Consorci JEN-Chevron-Promotora de Recursos Naturales. L'oposició massiva i contundent de la societat osonenca ha aconseguit el seu objectiu, i ho ha fet des de la unitat. Partits polítics, entitats, sindicats i societat civil en general han sabut remar en la mateixa direcció.
Osona esdevé un referent en la lluita antinuclear i ecologista, com ho proven les participacions del Comitè Antiurani de Vic en la Segona Conferència Europea sobre mines d'urani celebrada a Alemanya el juny de 1981 i també en la Tercera Conferència Europea que té lloc a Suècia el juny de 1982.

## Exposició commemorativa
L'any 2017 Òmnium Cultural, dins de la campanya Lluites Compartides, escull el moviment antiurani osonenc com la lluita popular més significativa de la comarca i li dedica una exposició commemorativa. La mostra s'inaugurà el dia 6 de maig al Museu de l'Art de la Pell de Vic.